# المغاوير 3: الوجهة برلين
المغاوير 3: الوجهة برلين (بالإنجليزية: Commandos 3: Destination Berlin)‏، هي الجزء الرابع من سلسلة المغاوير صدرت في العام 2003.

## وصلات خارجية
- موقع المغاوير 3: الوجهة برلين

## روابط خارجية
- المغاوير 3: الوجهة برلين على موقع IMDb (الإنجليزية)